# Saint-Rémy (Corrèze)
Saint-Rémy település Franciaországban, Corrèze megyében. Lakosainak száma 236 fő (2022. január 1.). Saint-Rémy Bellechassagne, La Courtine, Couffy-sur-Sarsonne, Courteix, Lignareix, Saint-Germain-Lavolps, Saint-Pardoux-le-Neuf, Saint-Pardoux-le-Vieux, Sornac és Saint-Martial-le-Vieux községekkel határos.

## Népesség
A település népessége az elmúlt években az alábbi módon változott:
| Lakosok száma | 302  | 232  | 221  | 235  | 219  | 221  | 227  | 222  | 221  | 236  |
|               | 1968 | 1982 | 1990 | 2006 | 2013 | 2015 | 2017 | 2019 | 2020 | 2022 |